# Lubrifiants Nye

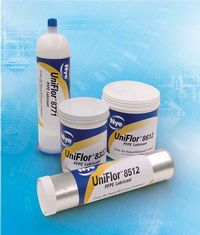
Lubrifiants Uniflor de Nye

Les lubrifiants Nye ont été créés par William F. Nye, entrepreneur de New Bedford, aux États-Unis, au XIXe siècle.

## William F. Nye

### Premières années
En 1840, William Foster Nye, âgé de 16 ans, quitte la maison familiale de Cape Cod pour faire son trou dans le monde des affaires. Mort à l’âge de 86 ans, il laisse en héritage une manufacture de lubrifiants de notoriété mondiale, qui aujourd’hui porte toujours son nom.
Apprenti charpentier, Nye débute sa longue carrière à New Bedford (Massachusetts). Sa soif d’aventure l’envoie à Boston pour y fabriquer des orgues, puis il s’embarque sur un navire comme charpentier de marine. Il travaille à Calcutta en chambre froide, puis retourne en Californie au moment de la ruée vers l’or. Il s'enrichit, par la suite, après le terrible incendie de San Francisco, en fabriquant des escaliers. Puis il s’en va à New Bedford pour y lancer une affaire d’huile et carburant. Peu de temps après, il s’engage dans l’Armée de l'Union, comme fournisseur et commerçant itinérant de l’armée. Il est le premier à monter un magasin à Richmond en Virginie après la défaite de l’Armée des États confédérés.

### Les huiles Nye
En 1865, il retourne à nouveau à New Bedford, à son affaire d’huile, qu’il raffine d’abord dans la cuisine de sa propre maison, puis dans un petit magasin en ville. Rapidement, il propose et vend une large gamme d’huiles (pour les lampes à huile, l’alimentaire et l’industrie). Souhaitant gagner le marché des machines spécialisées comme les montres, horloges, chronomètres, puis machines à coudre, machine à écrire, bicyclettes et instruments électriques, il se développe au contact de Ezra Kelley, un fabricant de montres et horloges, qui confirme que l’huile de mâchoire et de tête de marsouin apporte un gain par rapport à tous les lubrifiants proposés sur le marché. Du reste cette huile, NYOIL, devient une référence dans l’industrie.
Nye devient le concurrent principal de Kelley, et développe sa propre marque d’huile de mâchoire de marsouin, mais il doit lutter pour s’implanter avec une nouvelle marque commerciale dans un marché très concurrentiel. Avec l’aide d’un journaliste, il persuade Cross et Beguelin, leader des composants dans l’industrie horlogère à New York, d’essayer une nouvelle formulation de son huile. Impressionnés par ses propriétés, ils l’adoptent aussitôt, et la nouvelle sur les biens fait de cette huile se répand sur tout le marché. Au bout de 10 ans, Nye fait l'acquisition de la société Ezra Kelley, et déménage de son petit magasin en location vers sa propre usine située sur « Fish Island » à New Bedford. Il est maintenant sur la bonne voie pour établir une solide réputation dans la fabrication de la meilleure huile horlogère du monde.
Des exemplaires de ces fameux flacons NYOIL sont aujourd'hui visibles au musée de la chasse à la baleine de New Bedford.

## Les lubrifiants Nye aujourd'hui
La société NYE est toujours en activité, elle est gérée aujourd’hui par son troisième propriétaire et est toujours localisée à Fairhaven dans l’État du Massachusetts. Acquise au début pour son patrimoine immobilier, les derniers propriétaires décident de continuer et de relancer l’activité lorsqu’ils s'aperçoivent que dans la liste des clients figurent les sociétés GE et IBM. Ils continuent ainsi à approvisionner l’huile de « black fish » provenant de la région de Terre Neuve au Canada, et trouvent plus tard une seconde source au travers d’une coopérative aux Antilles britanniques, où les locaux pêchent ce poisson pour sa chair (à des fins alimentaires).
Sensibles à la « vox populi » qui dénonce la menace d’extinction des mammifères marins, ils comprennent l’intérêt technologique de se tourner vers des huiles synthétiques ou issues de l’industrie pétrolière. Au début des années 1960, soit 10 ans avant l’arrêté de protection des mammifères marins, qui rend illégal l’importation d’huile issue des cétacés, les nouveaux dirigeants entament la transition vers les lubrifiants synthétiques.
Les lubrifiants NYE sont aujourd'hui formulés selon des huiles synthétiques de type PAO (polyalphaoléfine), ester, glycol, PPE (polyphényléther), silicone, alkylated naphtalène, PFPE (perfluoropolyéther).

## Les lubrifiants synthétiques
La société Nye est de plus le revendeur exclusif mondial pour les fluides, huiles et graisses de type Pennzane et MAC (multialkylated cyclopentane).
NYE Lubricants, formule, fabrique et vend des lubrifiants synthétiques, des graisses de transfert thermique, des fluides et des gels de couplage optique. Son siège social est toujours basé à Fairhaven, dans l’État du Massachusetts. Ses lubrifiants sont présents dans bon nombre d’industries (automobile, nautique, aéronautique, spatiale, médical et alimentaire). La société Nye fabrique aussi des lubrifiants de maintenance, pour des environnements sévères, avec solvants et/ou haute température.
NYE est membre de différents organismes qui ont trait à la lubrification : National Lubricating Grease Institute (NLGI), Society of Tribologist and Lubrication Engineers (STLE) et European Lubricating Grease Institute (ELGI).